# Eilat

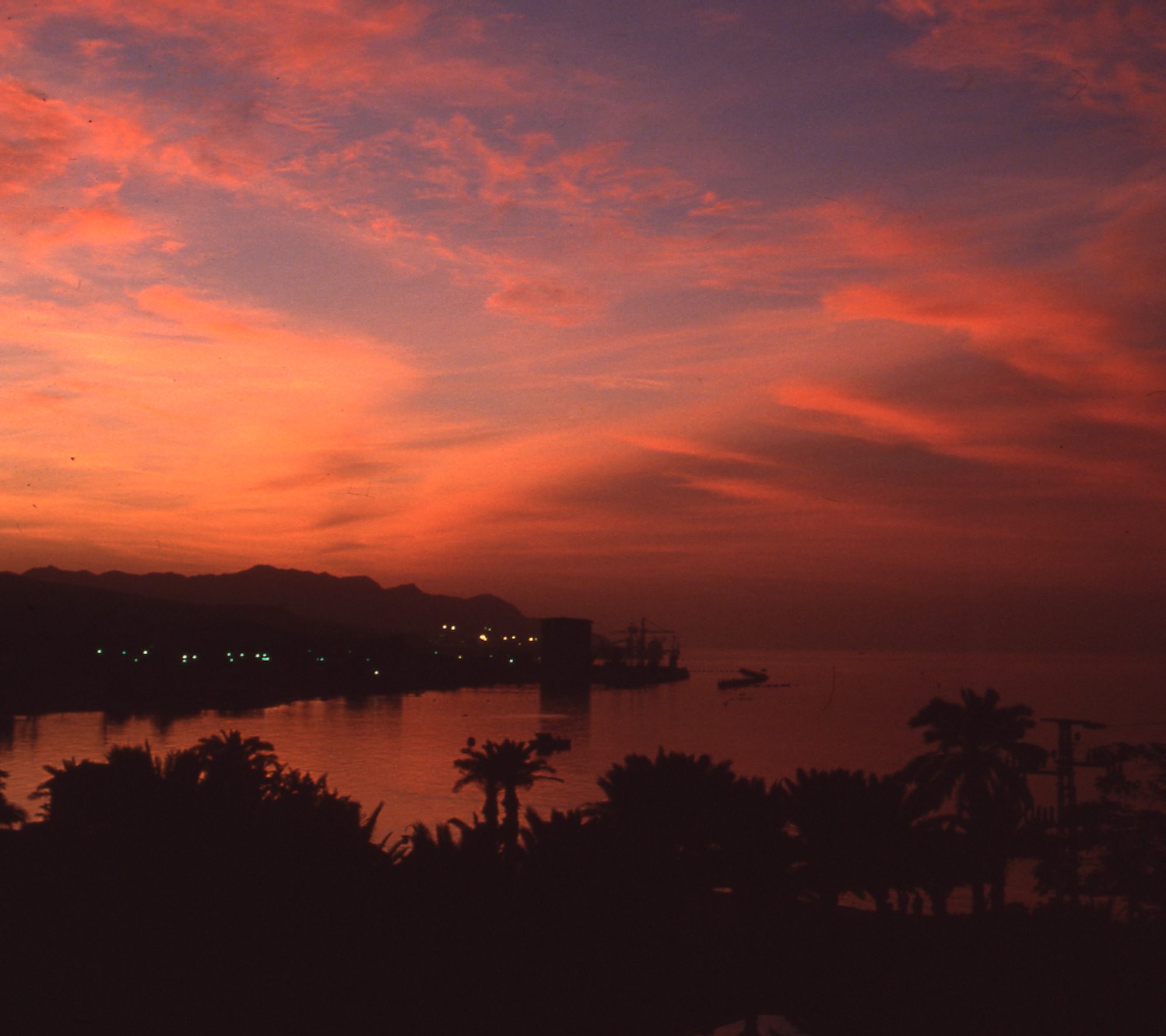
Eilat, 1947-1953

Eilat (אילת en hébreu, arabe : إيلات ('aylaat) ou arabe : أيلة ('aylat), est une ville portuaire située à la pointe sud d'Israël.  La ville, située sur le golfe d'Aqaba, au sud du désert du Néguev, constitue le seul accès d'Israël à la mer Rouge et donc à l'océan Indien.  La longueur de la côte israélienne est de près de douze kilomètres.  Lorsque la visibilité est bonne, les côtes de l'Égypte, de la Jordanie et de l'Arabie Saoudite sont visibles depuis le port. 

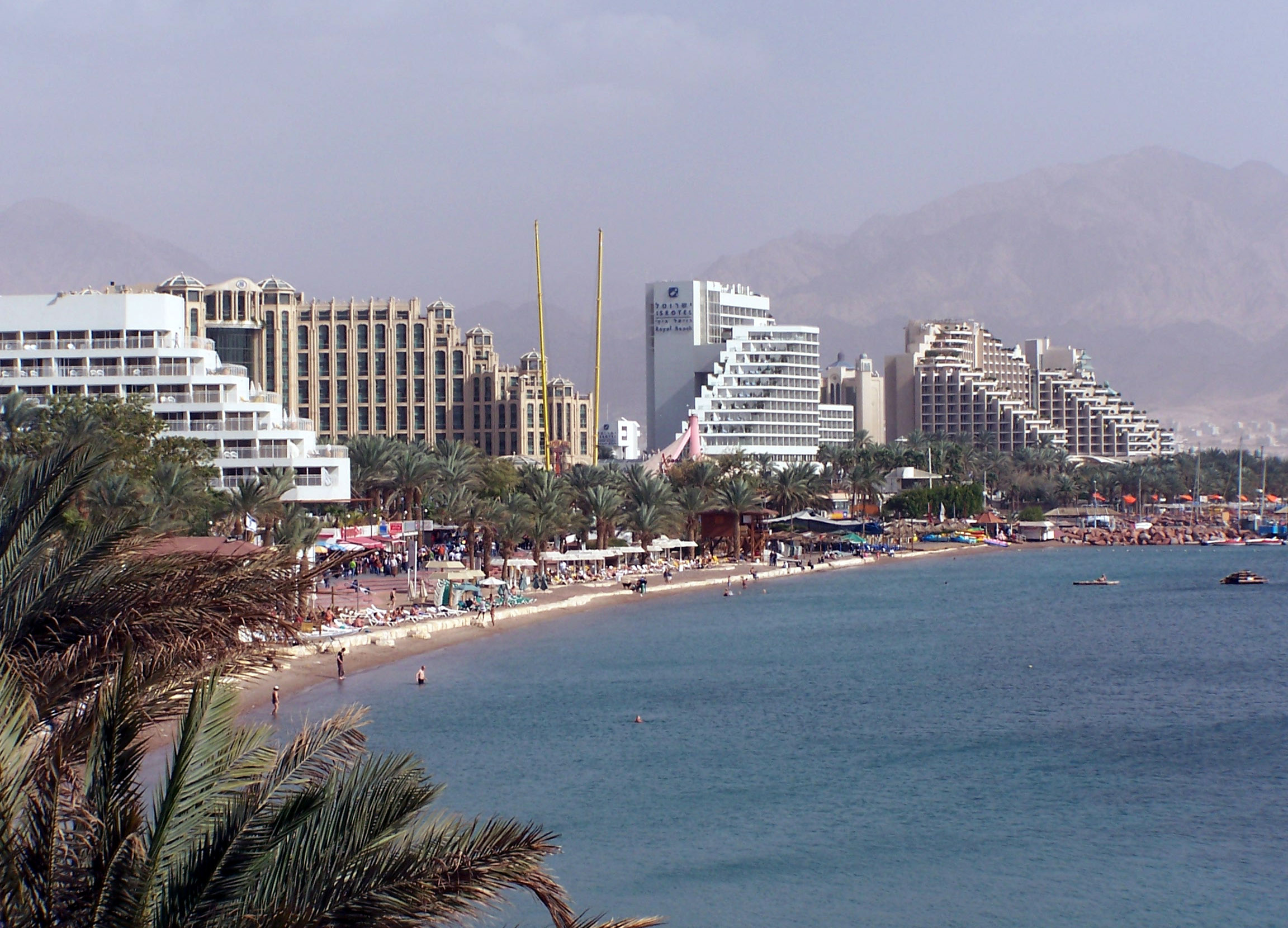
Eilat, station balnéaire réputée de la mer Rouge.

C'est aussi une station balnéaire appréciée pour son climat et son ensoleillement. Elle est reconnue pour la plongée sous-marine et ses excursions dans le désert du Néguev mais aussi sur le golfe.
Elle accueille également une des bases militaires de la marine israélienne.

## Économie
Eilat est l'un des trois ports d'Israël (avec Haïfa et Ashdod) et sert à l'importation de biens provenant d'Extrême-Orient. Eilat est devenue une zone de libre-échange en 1985.

### Tourisme
Eilat est une station balnéaire prisée des touristes. La ville compte une cinquantaine d'hôtels dont de nombreux sont classés cinq étoiles (King Salomon, Dan, Royal Beach, Queen of Sheba, Herods).
Les récifs coralliens et les milliers de poissons du golfe d'Aqaba font d'Eilat un spot de plongée  appréciée aussi bien par les plongeurs confirmés que par les débutants qui peuvent, par exemple, plonger avec des dauphins en liberté au Dolphin Reef.
Eilat est connue pour ses nombreuses attractions telles que l'observatoire sous-marin « Coral World », une salle IMAX. En effet,  la ville comporte de nombreux bars, discothèques et restaurants. La promenade d'Eilat, située en centre-ville au bord de la mer, est l'une des artères les plus fréquentées de jour comme de nuit. Les magasins y sont ouverts jusqu'à minuit.
La population d'Eilat comprend un grand nombre de travailleurs étrangers, estimé à plus de 10 000, dont beaucoup travaillent dans les métiers de la construction et des travaux publics.

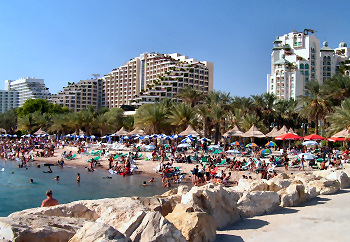
Plage du Nord d'Eilat
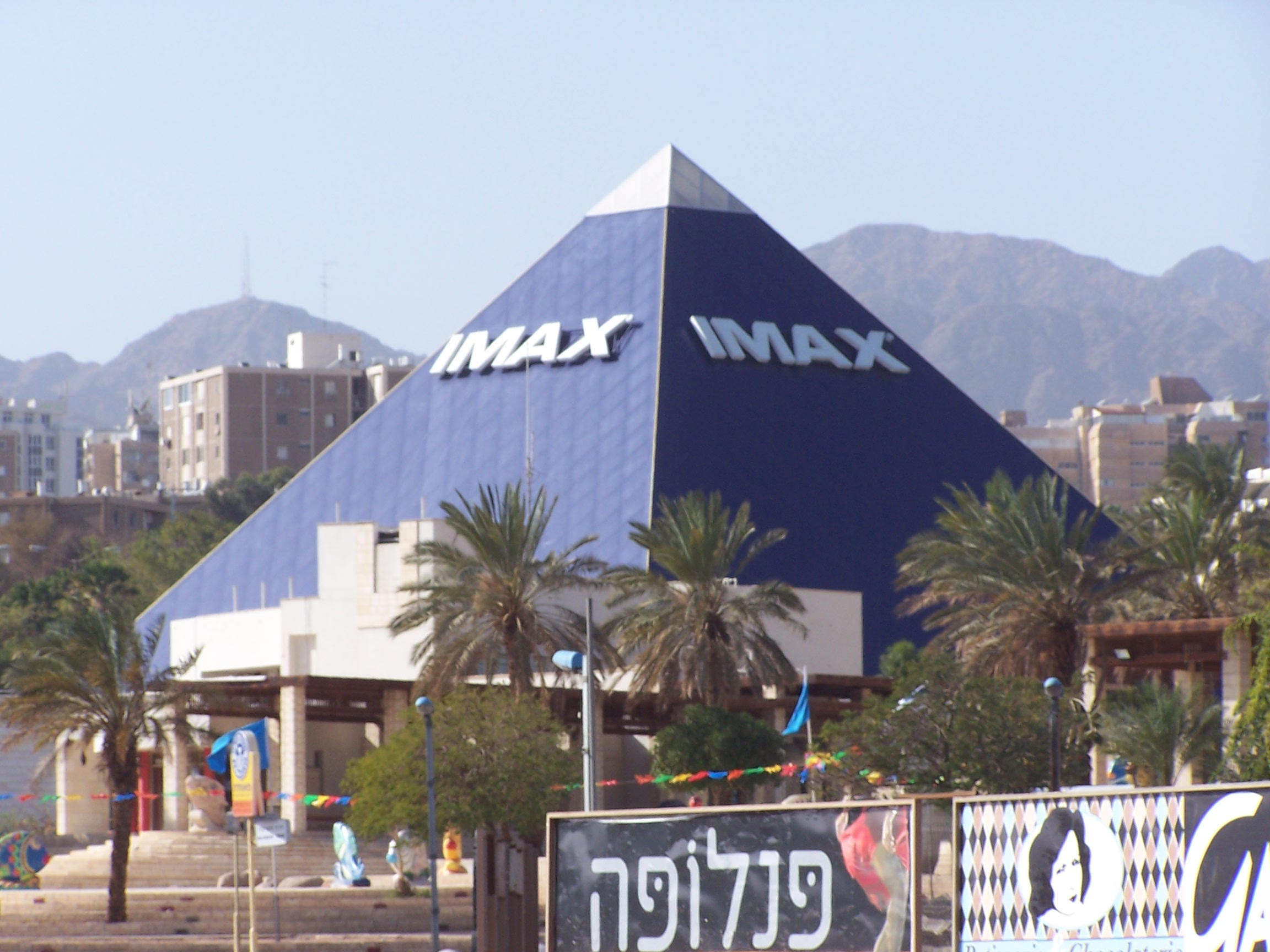
IMAX 3D
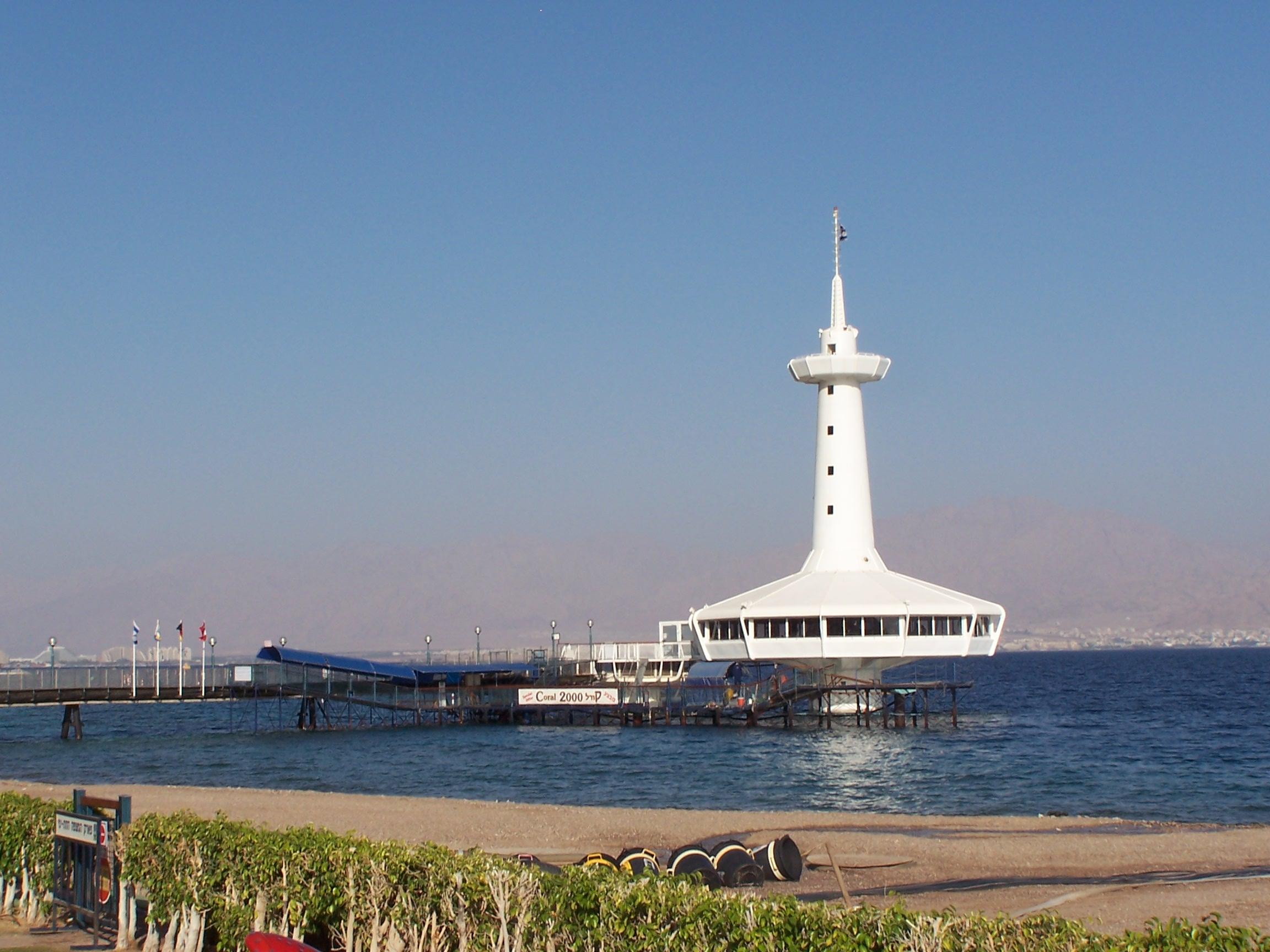
L'observatoire sous-marin
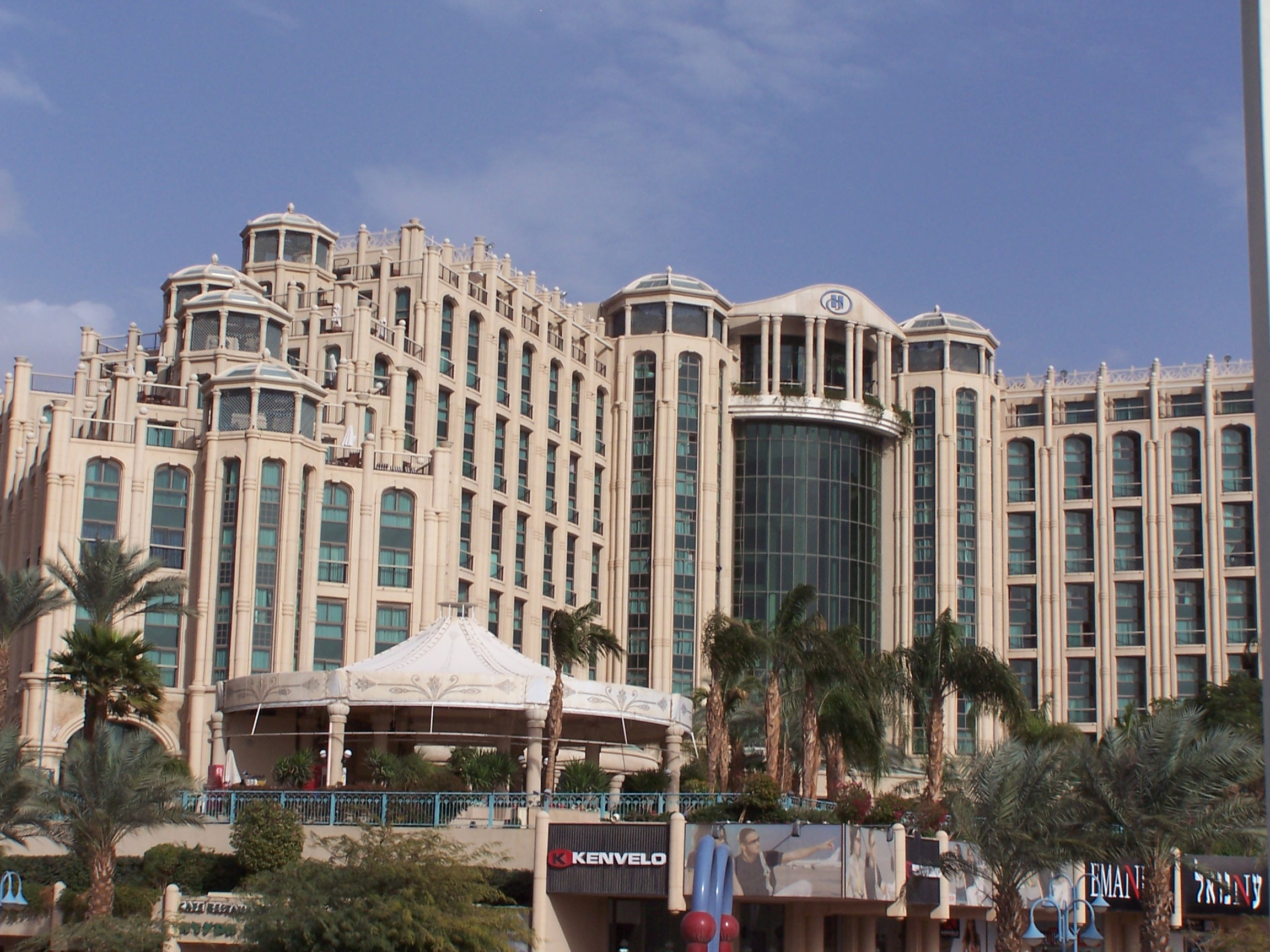
Hôtel Hilton Queen of Sheba
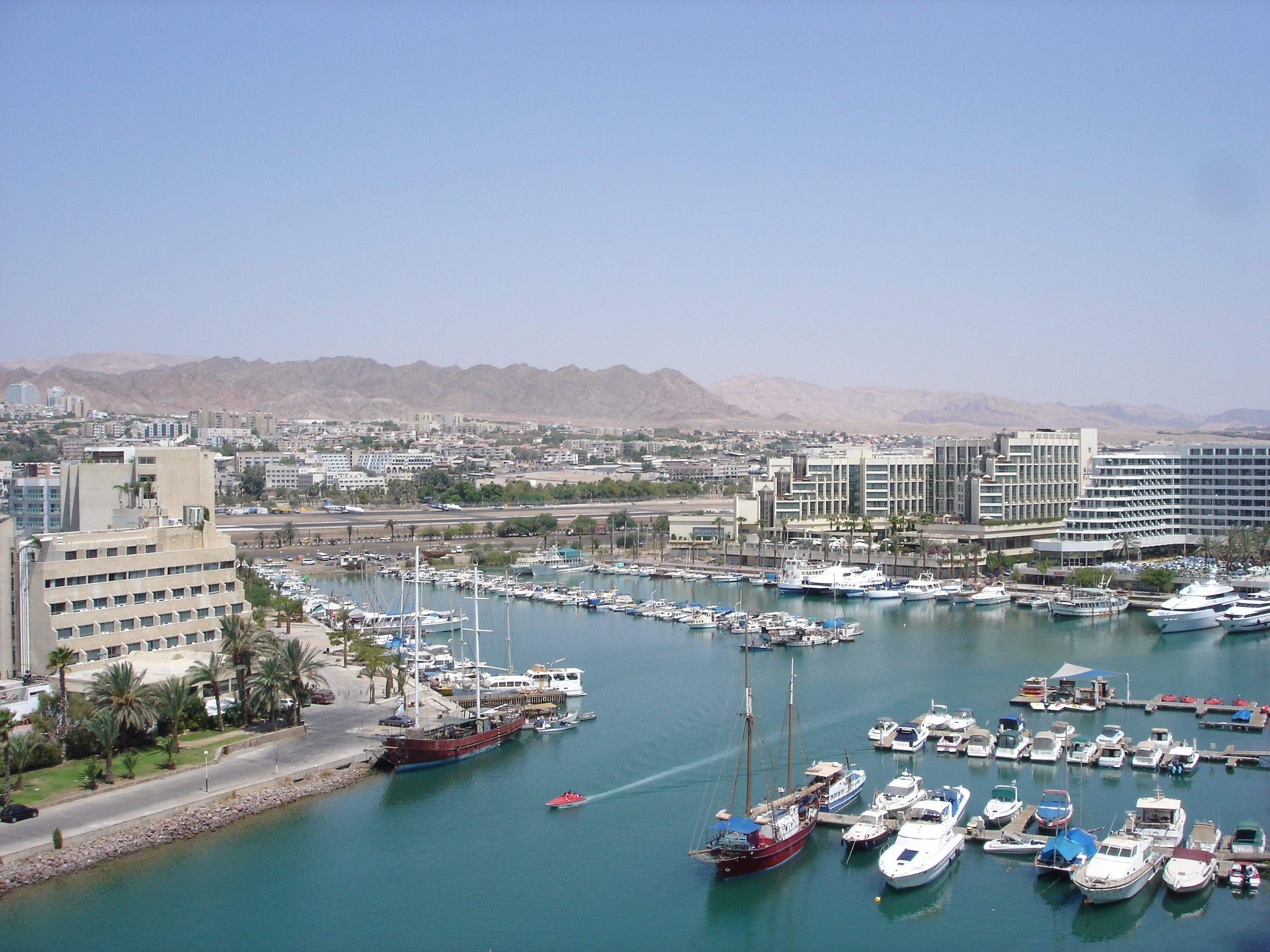
Port de la ville
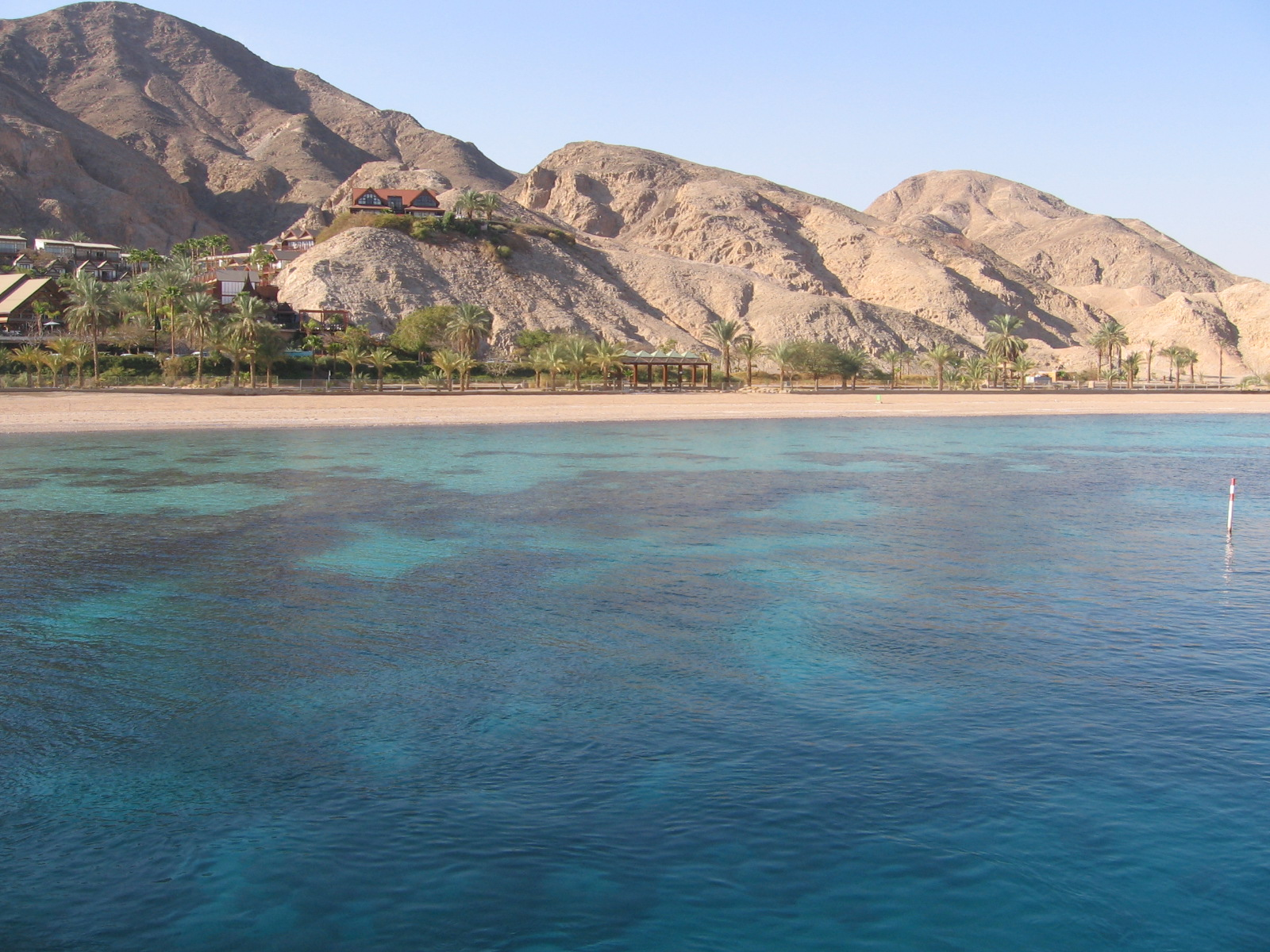
Corail Beach
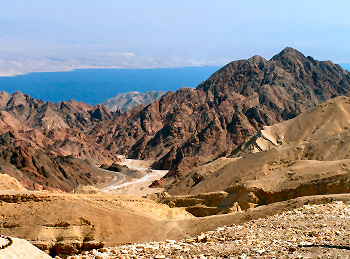
Montagnes près d'Eilat (désert du Néguev)
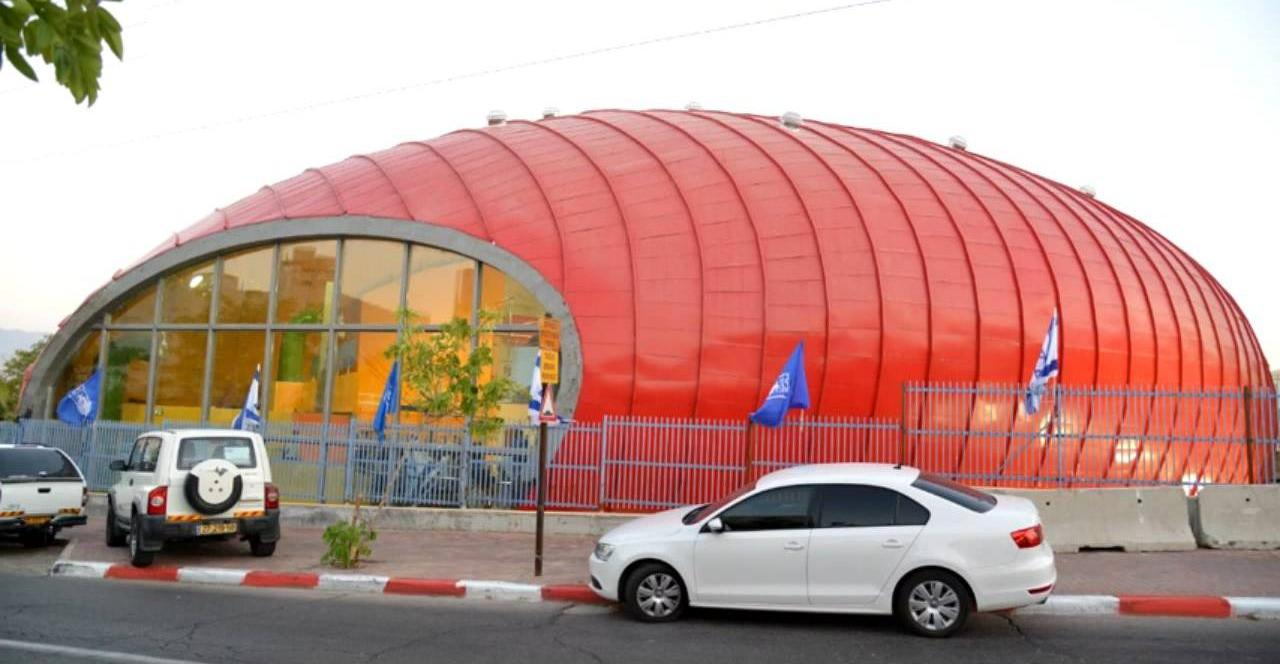
Centre sportif d’Eilat. Architecte Moti Bodek
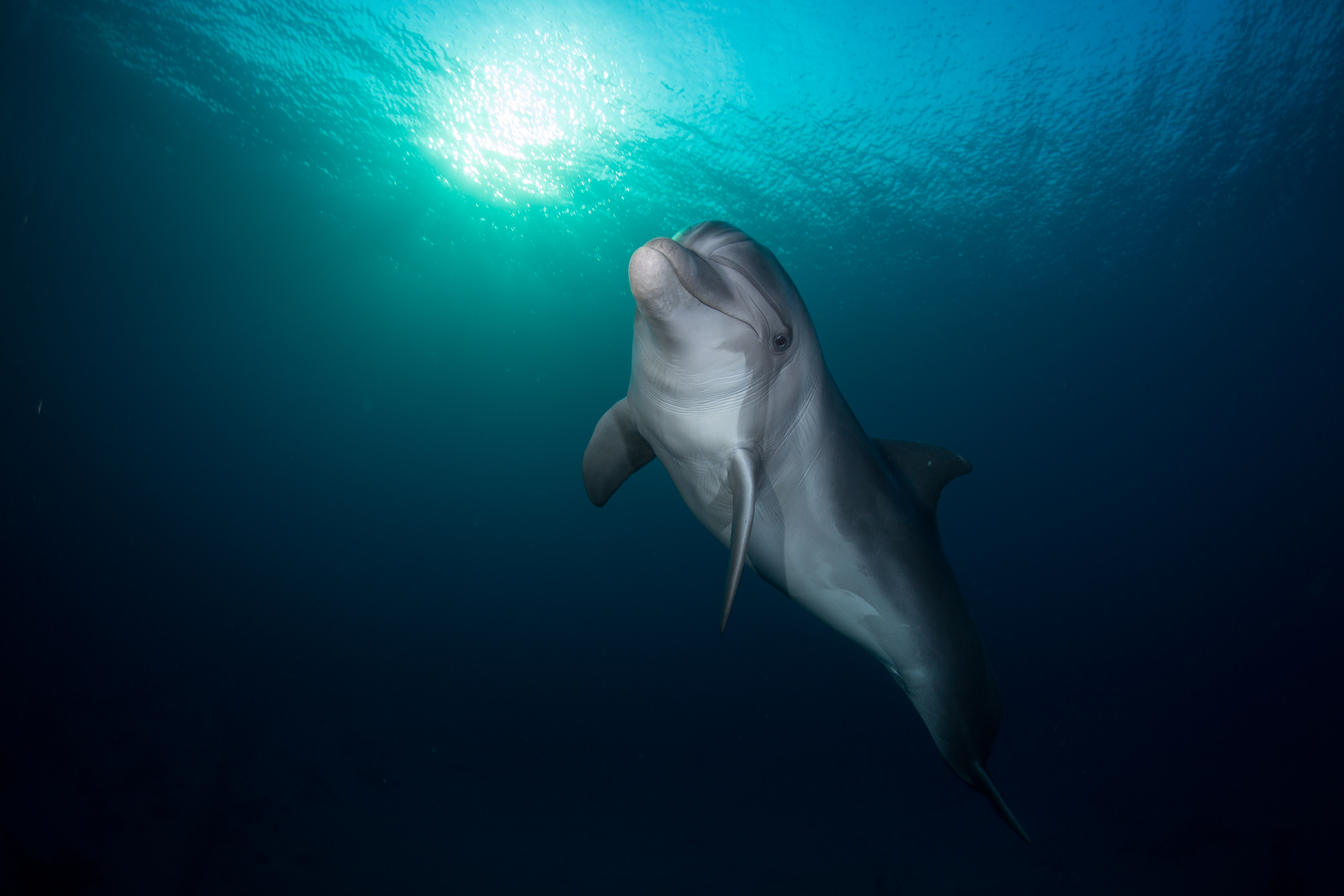
Dauphin pour touristes au « Dolphin Reef » à Eilat. Décembre 2017.

### Transport
Malgré sa situation isolée (au sein de l'Etat d'Israël), Eilat est relativement accessible. Jusqu'en 2019, la ville était dotée de deux aéroports : le « Hozman Eilat Airport» pour les liaisons court-courrier, et l'aéroport Ovda, situé dans le désert à 60 kilomètres d'Eilat, pour les vols internationaux. En effet, depuis 2019, les deux aéroports desservant Eilat ont été remplacés par le nouvel aéroport international Ramon, situé à 20 minutes de route de la ville. Il existe aussi des autobus faisant la liaison Jérusalem-Eilat et Tel-Aviv-Eilat via Beer-Sheva en environ 4 à 5 h de route. Le projet de train à grande vitesse Tel-Aviv Eilat, à l'étude depuis plusieurs années, a été relancé par le gouvernement en 2012. Il permettrait de relier les deux villes en deux heures.
La ville est desservie par deux points de passage des frontières, le passage frontalier de Taba, nommé d'après la ville égyptienne frontalière, et le Wadi Araba Crossing qui se connecte à Aqaba en Jordanie.

## Histoire

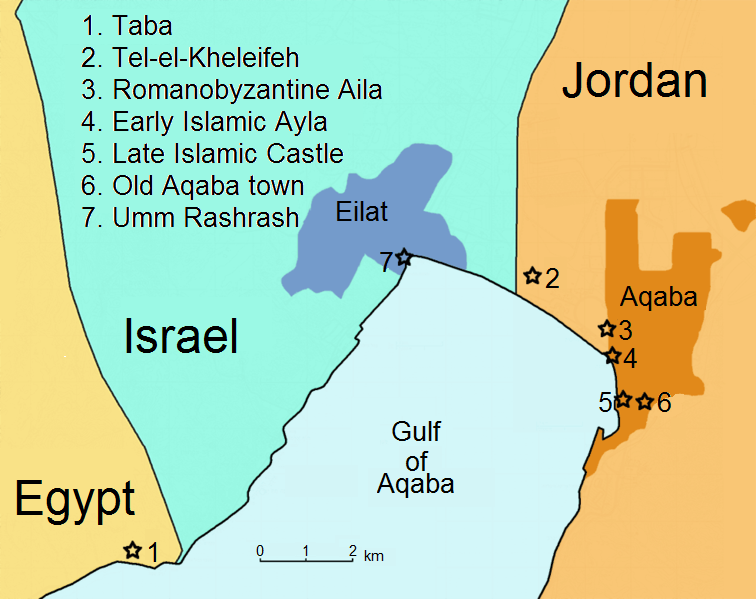
Aqaba & Eilat

Autrefois nommée Asiongaber, Eilat était l'un des points d'où partaient les flottes de Salomon qui se rendaient à Ophir.
Eilat est mentionnée à plusieurs reprises dans la Bible, d'abord comme l'une des stations des enfants d'Israël, après l'Exode hors d'Égypte. Le Roi David conquit Édom et reprit ainsi Eilat. Dans le deuxième livre des Rois 14:21-22, il est écrit : « Et tout le peuple de Juda prit Azaria, âgé de seize ans, et l’établit roi à la place de son père Amatsia. Azaria rebâtit Elath et la fit rentrer sous la puissance de Juda, après que le roi fut couché avec ses pères. »
Puis à nouveau dans 16:6 : « Dans ce même temps, Retsin, roi de Syrie, fit rentrer Élath au pouvoir des Syriens ; il expulsa d’Élath les Juifs, et les Syriens vinrent à Élath, où ils ont habité jusqu’à ce jour. »
La zone d'Eilat a été déclarée comme faisant partie de l'État juif lors du plan de partage de la Palestine établi à l'ONU en 1947.
Au cours de la guerre israélo-arabe de 1948-1949, le seul bâtiment de la région, un ancien poste de police ottoman jusqu'en 1917, au lieu-dit Oum Rash-rash en arabe, a été pris sans combat le 10 mars 1949 dans le cadre de l'opération Ovda, à laquelle les Brigades HaNeguev et Golani ont participé. Ayant oublié d'emporter un drapeau israélien avec eux, les militaires israéliens ont improvisé un « drapeau à l'encre » afin de hisser solennellement le drapeau pour Israël dans la zone où devait être affirmée la souveraineté de l'Etat juif et où serait construite la future ville d' Eilat.
Initialement conçue comme un simple avant-poste militaire, Eilat a grandi rapidement. Les anciennes mines de cuivre de Timna ont été rouvertes et un port construit, puis le pipeline Eilat-Ashkelon fut créé et les touristes commencèrent à arriver.
Le port d'Eilat est vite devenu vital pour le développement du pays naissant. En 1949, l'Égypte refuse  le passage par le canal de Suez aux bateaux battant pavillon israélien ou à tout navire transportant des marchandises à destination ou en provenance des ports israéliens. De ce fait, Eilat et son port devinrent des points cruciaux de la communication, du commerce et des échanges avec l'Afrique et l'Asie et pour les importations de pétrole pour tout l'Etat d'Israël. Privé d'un port ouvrant sur l'océan Indien, Israël n'aurait pas été en mesure de développer efficacement son industrie naissante, ses relations commerciales, les échanges culturels et les liens qu'il devait tisser au-delà du bassin méditerranéen et en Europe.
Une telle situation se produisit à nouveau à compter du 23 mai 1967 lorsque l'Égypte ferma le détroit de Tiran aux bateaux israéliens et aux bateaux d'autres nationalités devant livrer des biens à Eilat, entraînant la fermeture de son port. Israël en fit un casus belli, conduisant au commencement à compter du 5 juin de la guerre des Six Jours.
Après les traités de paix signés avec l'Égypte en 1979 et la Jordanie en 1994, les frontières limitrophes d'Eilat, jusque là rigoureusement fermées avec ses voisins, ont finalement été ouvertes.
En dépit de la montée du terrorisme dans le monde, Eilat est restée relativement sûre, avec une moyenne de 2 à 3 incidents par décennie au cours des 30 dernières années. Le dernier attentat-suicide a eu lieu dans une boulangerie d'un quartier résidentiel le 29 janvier 2007. Trois Israéliens furent tués dans l'explosion.

## Climat

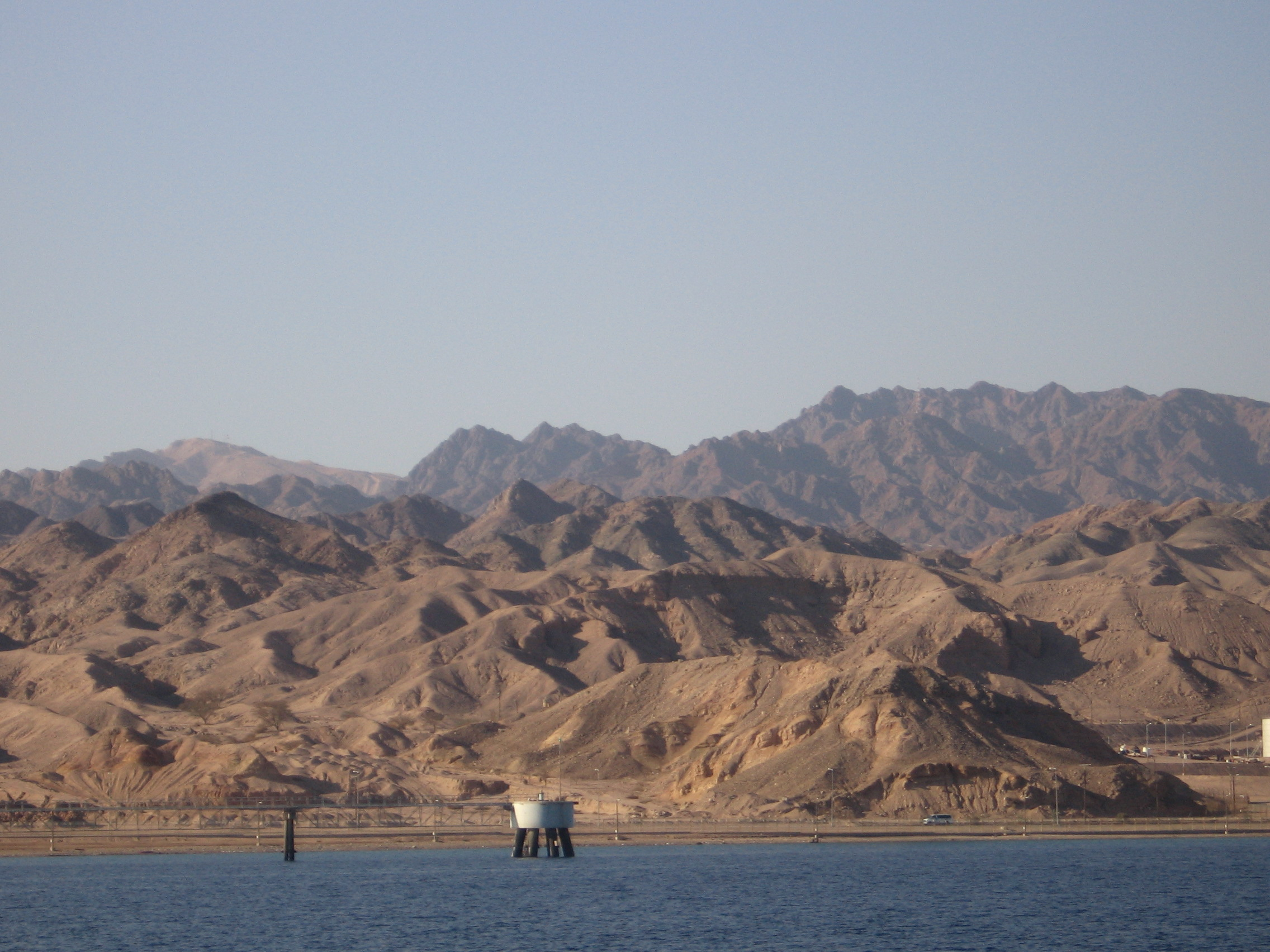
Eilat, couleurs des roches du Néguev

Le climat d'Eilat est très sec. En effet, comme dans le désert du Neguev tout proche, l'humidité est inférieure à 10% et les températures sont très élevées. En été, elles peuvent dépasser régulièrement les 40°C, atteignant parfois les 45°C à l'ombre. Durant l'été, Eilat est la station balnéaire du golfe d'Aqaba où les températures maximales sont les plus élevées. En effet, à Eilat, on peut relever parfois des températures maximales de 3 à 4°C supérieures à celles de Sharm el Sheikh (Egypte), ville pourtant située plus au sud et sur la mer Rouge ; le phénomène inverse se produit en hiver, mais dans une moindre mesure (1 à 2°C en moyenne de plus à Sharm el Sheikh). Des températures inférieures à zéro degré peuvent être observées certaines années (-3,9°C le 16 janvier 2008). Elles sont mortelles pour les plantes tropicales telles que les cocotiers.
Sur Eilat, le soleil règne presque toute l'année. Rares sont les jours nuageux et encore plus rares sont les jours pluvieux (2 mm de pluie seulement durant la saison 2007-2008).
La température du golfe d'Aqaba à Eilat reste entre 21-27 C° (70-81°F) tout au long de l'année. Plus de 100 espèces de coraux et 800 espèces de poissons vivent dans ces eaux.

## Démographie
| Population |        |
| 1955       | 500    |
| 1961       | 5 300  |
| 1972       | 13 100 |
| 1983       | 18 900 |
| 1995       | 32 500 |
| 2008       | 47 300 |
| 2015       | 49 700 |
| 2016       | 50 100 |

En 2007, plus de 200 Soudanais réfugiés en Égypte sont arrivés illégalement en Israël. Ces réfugiés ayant trouvé de l'emploi à Eilat, l'État d'Israël a décidé de ne pas les expulser du pays.
En 2016, la population de la ville atteint 50 100 habitants.

## Jumelage
La ville d'Eilat entretient des relations actives avec les villes jumelées ci-dessous :

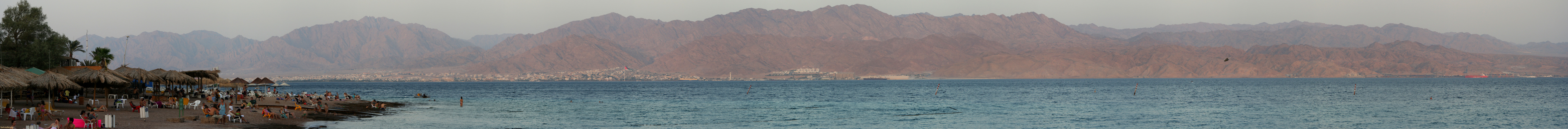
Vue panoramique de la baie d'Eilat

| Ville | Ville        | Pays | Pays           | Période                   |
| ----- | ------------ | ---- | -------------- | ------------------------- |
|       | Acapulco     |      | Mexique        | depuis le 19 juillet 2017 |
|       | Antibes,     |      | France         | depuis le 26 juin 1979    |
|       | Arica,       |      | Chili          | depuis 1997               |
|       | Benidorm     |      | Espagne        |                           |
|       | Carlsbad,    |      | Tchéquie       | depuis 2012               |
|       | Durban,      |      | Afrique du Sud | depuis le 6 octobre 1976  |
|       | Kamen,       |      | Allemagne      | depuis 1980               |
|       | Kampen,      |      | Pays-Bas       | depuis 1983               |
|       | Los Angeles, |      | États-Unis     | depuis le 18 juin 1959    |
|       | Palanga      |      | Lituanie       |                           |
|       | Piešťany,    |      | Slovaquie      | depuis le 8 mai 2006      |
|       | Serrès       |      | Grèce          |                           |
|       | Smolyan,     |      | Bulgarie       | depuis 1985               |
|       | Sopron,      |      | Hongrie        | depuis 2015               |
|       | Sorrente     |      | Italie         |                           |
|       | Toronto      |      | Canada         |                           |
|       | Ushuaïa      |      | Argentine      |                           |
|       | Yalta        |      | Ukraine        |                           |
|       | Yinchuan     |      | Chine          | depuis juillet 2012       |